# 弗里德里希·米舍尔
弗里德里希·米舍爾（Friedrich Miescher，1844年8月13日—1895年8月26日），瑞士生物學家，出生於巴塞爾。他在1869年，首先從白血球的細胞核中，分離出一種他稱為「核素」（nuclein，現稱核酸）的化學物質。
米舍爾在圖賓根的馬克斯·普朗克協會擁有一間實驗室。此外，在巴塞爾有一所以他為名的研究院。1895年因肺結核逝世。

## 外部連結
- Short biography and bibliography （页面存档备份，存于） in the Virtual Laboratory of the Max Planck Institute for the History of Science
- FMI - Friedrich Miescher Institute （页面存档备份，存于）
- The Friedrich Miescher Laboratory of the Max Planck Society （页面存档备份，存于）
- Lasker Foundation
- FMI - DNA Pioneers and Their Legacy by Ulf Lagerkvist （页面存档备份，存于）